# Stepogóralek
Stepogóralek (Heterohyrax) – rodzaj ssaków z rodziny góralkowatych (Procaviidae).

## Zasięg występowania
Rodzaj obejmuje jeden żyjący współcześnie gatunek występujący w Afryce.

## Morfologia
Długość ciała 32–56 cm; masa ciała 1,3–3,6 kg.

## Systematyka
Rodzaj zdefiniował w 1868 roku angielski zoolog John Edward Gray na łamach The Annals and Magazine of Natural History. Na gatunek typowy (oznaczenie monotypowe) wyznaczono stepogóralka cętkowanego (H. brucei);

### Etymologia
Heterohyrax: gr. ἑτερος heteros ‘inny’; rodzaj Hyrax Hermann, 1783 (góralek).

### Podział systematyczny
Do rodzaju należy jeden występujący współcześnie gatunek:
- Heterohyrax brucei (J.E. Gray, 1868) – stepogóralek cętkowany

Opisano również gatunek wymarły z miocenu Namibii:
- Heterohyrax auricampensis Rasmussen, Pickford, Mein, Senut & Conroy, 1996